# The Cross of Changes
The Cross of Changes je drugi studijski album nemačke grupe Enigma objavljen 1993. godine. 

## Opis
Najznačajnija pesma na albumu je „Return to Innocence“, objavljena prvo kao singl i prisutna je u nekoliko filmskih ostvarenja. Zastupljeno je više rok zvuka, a crkveno horsko pevanje iz prethodnog albuma je zamenjeno s pevanjem u etno stilu. Vokali na albumu su Mihaj Krecu i Sandra Krecu. Ovo je album s više pesama koje se koriste u reklamnim kampanjama i filmovima, i to u filmu Matrix 1999. godine, pesma „The Eyes of Truth“. Takođe pesma „Age of Loneliness“ je prerađena verzija pesme (Carly's Song), koja je posebno pisana za film „Sliver“ sa Šeron Stoun u glavnoj ulozi. Prodat je u 6 miliona primeraka širom sveta.

## Pesme
1. „Second Chapter“ – 2:16
2. „The Eyes of Truth“ – 7:13
3. „Return to Innocence“ – 4:17
4. „I Love You ... I'll Kill You“ – 8:51
5. „Silent Warrior“ – 6:10
6. „The Dream of the Dolphin“ – 2:47
7. „Age of Loneliness“ – 5:22
8. „Out from the Deep“ – 4:53
9. „The Cross of Changes“ – 2:23

## Singlovi
- Return to Innocence (Virgin Schallplatten GmbH, 1993)
- Age of Loneliness (Virgin Records, 1994)
- The Eyes of Truth (Virgin Records, 1994)
- Out from the Deep (Virgin Records, 1994)

## Spoljašnje veze
- The Cross of Changes
- Detalji puštanja albuma u različitim zemljama
- Tekst pesama